# 謝拉 (外交官)
謝拉（西班牙語：Rafael Fernando Sierra Quesada；1977年—），前任宏都拉斯駐中華民國大使。曾於宏都拉斯內政暨司法部、駐美大使舘、國會及國家通訊委員會工作。2015年1月起擔任宏都拉斯駐中華民國大使，2019年4月卸任，調任宏都拉斯駐美大使舘。

## 車禍事件
2015年5月被指開車撞傷民眾，遂召開記者會說明始由。

## 荣誉

### 外国勋章奖章
- 大綬景星勳章（中華民國，2019年4月12日頒發[3]）